# Fraus omnia corrumpit

Fraus omnia corrumpit est un adage juridique latin, qui signifie « la fraude corrompt tout ».
Adage particulièrement connu des juristes, il sert parfois de visa unique à des arrêts de la Cour de cassation. Cet adage partage le rare privilège de garantir la loyauté des rapports juridiques et le principe de bonne foi. 

## Origine latine
Déjà au troisième siècle avant notre ère, il est mentionné la fraude à la loi (fraude à la lex Licina Sexta de modo agrorum en 357 av. J.-C.).
Ulpien a, pour sa part, exprimé l'opinion que la conduite juridique est une conduite honnête qui rend à chacun ce qui lui revient et qui interdit de léser quiconque : le droit est la « via recta », « une voie juste, conforme au bien », et dénonce l'abus de droit, le dol (= la tromperie), la mauvaise foi, la turpitude, la fraude. Ulpien avait notamment formulé, dans le Digeste, la règle Aeque in omnibus fraus punitur (Digeste, chapitre 49, section 14, § 4) concernant la fraude au paiement de l'impôt dû à l'Empereur.
Le droit romain connaissait « l'action paulienne », qui avait pour but d'attaquer un acte frauduleux créé au détriment d'une victime.
Au Moyen Âge, en 1283, Philippe de Beaumanoir traitera à son tour de la fraude à propos des conventions de mariage : « Mout de fraudes sont fetes en convenance de maraiages mes par tout ou eles sont connues ou prouvees l'en ne doit pas les souffrir... car eles sont fetes en decevant autrui, laquele chose ne doit pas estre souferte. »
Les glossateurs, et notamment Bartole, ont pu formuler les traits spécifiques de la fraude et de sa sanction.
Au XVIe siècle, Jacques Cujas a employé une formule de portée générale : « fraus semper excepta videtur ».

## Introduction de l'adage en droit français
L'adage est d'usage relativement récent en jurisprudence française ; voir ces exemples :
- Chambre des Requêtes, 3 juillet 1817 (Sirey 1818.1.338) puis 6 février 1821 (Sirey 1821.1.420)[3].
- Il apparaît ensuite dans une note au Dalloz sous un arrêt de cassation datant de 1858 au sujet d'une loi de 1855 relative aux transcriptions immobilières : « Attendu que la fraude fait exception à toutes les règles ; que si la transcription a été faite par suite d'un concert frauduleux entre le vendeur et l'acquéreur, elle ne peut produire aucun effet. »
- En matière de bail commercial[4].

## Fraus omnia corrumpit: une fraude… qui va tout… corrompre

### Fraus
Agir frauduleusement, c'est commettre une faute civile ou pénale ; de ce fait, la personne à l'origine de la fraude voit sa responsabilité juridique engagée.
Mais l'adage a une connotation beaucoup plus large : la fraude peut concerner mon fils, mon voisin, mon bailleur, mon locataire, mon créancier, mon fournisseur, mais aussi la puissance publique, l'État, la loi (« fraus legis »).
La fraude se distingue de la mauvaise foi (cf. article 1104 alinéa 1er du Code civil français), qui est une attitude déloyale, ainsi que du dol, qui est l'un des trois vices du consentement.
La fraude implique la volonté de nuire (« consilium fraudis ») à autrui par des manœuvres perverses ; elle se rapproche par certains côtés de l'escroquerie pénale. Elle est tendue vers le préjudice qu'elle a pour objet d'occasionner.

### Omnia
Rien n'échappe à la fraude qui peut tout entacher :
- contrats (article 1104 alinéa 1er du code civil)
- fraude paulienne (ancien article 1167 du code civil)
- partage des successions (articles 778 [jusqu'en 2006 : article 792]) ; partage de communauté (article 1477 du code civil) ; libéralités (article 911 du code civil)
- gestion des biens communs (article 1421 du code civil)
- cession de créances (article 1690 du code civil)
- mariages simulés (« blancs ») : articles 146, 180, 184 du code civil
- fraude fiscale (article 1741 du code général des impôts)
- clauses d'indexation
- gestion pour autrui ; gestion d'affaires ; mandat (prête-noms)
- dol : art. 1130 et s. du code civil
- fausse preuve produite lors d'une procédure civile : art. 285 à 316 du code de procédure civile
- fausse preuve afin de nuire ou d'escroquer durant une procédure civile et en toute circonstance : art. 441-1 et s. du code pénal
- fausse preuve produite dans un dépôt public ou lors d'une procédure pénale : art. 462 à 647-4 du code de procédure pénale

### Corrumpit

#### La preuve de la fraude
Elle peut être apportée par tous moyens (cf. article 1382 du code civil (loi du 10 février 2016) (anc. 1353)). La preuve est libre car il s'agit de prouver un fait, une action.

#### La sanction de la fraude
En général, c'est l'inopposabilité de l'acte ou du comportement et frappe d'inefficacité juridique le résultat frauduleusement obtenu. Le professeur Gilles Auzero pose toutefois la question de savoir si la chambre sociale de la Cour de cassation n'a pas consacré une exception à cette règle dans l'arrêt Wolters Kluwer France du 28 février 2018.
Le droit français sanctionne d'ailleurs la simulation juridique par l'inopposabilité de l'acte (cf. article 1321 du code civil).
L'inopposabilité prend le fraudeur à son propre piège : en le privant du résultat de sa manœuvre, elle laisse intact le moyen ou l'instrument utilisé qui peut se révéler très lourd à supporter.
Dans certains cas, la sanction est la nullité de l'acte, lorsqu'une protection plus complète de la victime l'exige. Ainsi, si deux contrats ont été conclus et que le second est frauduleux, celui-ci est annulé, seul subsiste le premier contrat qui profite au contractant de bonne foi.
En matière de « fraude au jugement », la sanction est l'ouverture de voies de recours extraordinaires, la révision (article 595 du code de procédure civile) ou la tierce-opposition (article 583 du code de procédure civile).

## Matière pénale
Il ne faut pas déduire de ce qui précède que « la fraude ne crée pas de droit », selon la traduction courante de cet adage.
Ainsi en matière pénale une preuve obtenue par fraude (par ex. son ou vidéo acquis à l'insu de la personne enregistrée comme dans l'affaire Bettencourt) peut fort bien être quand même retenue comme élément de preuve par le tribunal (arrêts de la cour de cassation du 27 janvier 2010 et du 31 janvier 2012 cités ici). Cette exception s'applique uniquement aux preuves obtenues par les particuliers, les services de police étant quant à eux tenus à une obligation de loyauté de la preuve[réf. souhaitée].